# Hydridae
Famille
La famille des Hydridae est une famille d'animaux de l'embranchement des cnidaires (les cnidaires sont des animaux relativement simples, spécifiques du milieu aquatique ; on y retrouve, entre autres, les coraux, les anémones de mer et les méduses).

## Liste des genres et espèces
Selon NCBI (26 févr. 2011) :
- genre Hydra Linnaeus, 1758
  - Hydra canadensis
  - Hydra carnea
  - Hydra circumcincta
  - Hydra hymanae
  - Hydra japonica
  - Hydra littoralis
  - Hydra magnipapillata
  - Hydra oligactis
  - Hydra oxycnida
  - Hydra polymorphus
  - Hydra robusta
  - Hydra sinensis
  - Hydra utahensis
  - Hydra viridissima
  - Hydra vulgaris
  - Hydra zhujiangensis

Selon World Register of Marine Species (26 févr. 2011) :
- genre Hydra Linnaeus, 1758

Selon ITIS (26 févr. 2011) :
- genre Chlorohydra Schulze, 1917
  - Chlorohydra viridissima l'Hydre verte qui doit sa couleur à la présence, dans les cellules, d'algues unicellulaires symbiotiques, transmissibles d'une génération à l'autre par l'œuf
- genre Hydra Linnaeus, 1758